# 24232 Lanthrum
24232 Lanthrum è un asteroide della fascia principale. Scoperto nel 1999, presenta un'orbita caratterizzata da un semiasse maggiore pari a 2,7518316 UA e da un'eccentricità di 0,1228710, inclinata di 7,32309° rispetto all'eclittica.